# 葛飾区立水元小学校
葛飾区立水元小学校（かつしかくりつ みずもとしょうがっこう）は、東京都葛飾区水元に所在する区立小学校。

## 概要
1907年開校。2022年から校舎の改築工事が行われている。

## 沿革
- 1907年（明治40年）
  - 8月21日 - 水元村立巨合尋常小学校と両和尋常小学校と統廃合。
  - 10月21日 - 南葛飾郡水元村立水元尋常小学校開校。
- 1929年（昭和4年）11月12日 - 校地拡張（465坪）。
- 1932年（昭和7年）10月1日 - 水元村が東京市へ合併された為、東京市水元尋常高等小学校と改称。
- 1936年（昭和11年）12月 - 開校当時の校舎を改築。
- 1943年（昭和18年）7月1日[4] - 国民学校令により、東京都水元国民学校と改称。
- 1947年（昭和22年）4月1日 - 学制改革により、東京都葛飾区立水元小学校と改称。
- 1952年（昭和27年）10月1日 - 創立45周年記念事業を行う。
- 1967年（昭和42年）7月1日 - プール本体及び付属施設完成。
- 1968年（昭和43年）1月1日 - 創立60周年記念文集作成。
- 1972年（昭和47年）2月7日 - 校舎改築完了・完成校となる
- 1973年（昭和48年）4月1日 - 幸田小学校開校により、本校から282名の児童が移籍。
- 1975年（昭和50年）4月1日 - 水元猿町7番地に水元幼稚園新設。
- 1977年（昭和52年）10月10日 - 開校70周年記念式典挙行。
- 1978年（昭和53年）3月7日 - 校旗新調。
- 1982年（昭和57年）
  - 3月25日 - 東水元小学校開校により、本校から334名の児童が移籍。
  - 9月20日 - 校庭整備完了。
- 1983年（昭和58年）9月16日 - 木造校舎一棟（2教室）を移築し、教育資料館として開館（詳細は下述）。
- 1985年（昭和60年）
  - 3月13日 - 緑化工事完了し、愛鳥の森できる。
  - 3月15日 - 校章設置。
- 1987年（昭和62年）10月30日 - 開校80周年記念式典挙行。
- 1988年（昭和63年）2月 - 正門改修。
- 1989年（平成元年）8月 - 理科室の床張り替え。
- 1990年（平成2年）3月 - 非常階段口改修。
- 1992年（平成4年）
  - 4月4日 - 機械警備となる。
  - 8月26日 - 管理棟にエアコン設置工事完了。同日、教室床張り替え工事完了。
  - 10月2日 - 給食室改修工事完了。
- 1993年（平成5年）1月27日 - 体育館照明工事完了。
- 1995年（平成7年）
  - 8月31日 - 西校舎窓枠改修工事完了。
  - 9月26日 - 校舎内部塗装、外部塗装工事完了。
- 1996年（平成8年）
  - 3月25日 - トイレ改修工事完了。
  - 6月 - 下水切替工事完了。
  - 8月31日 - パーテーション改修、教室床張替、体育館屋根・床張替工事完了。
  - 9月 - 屋上防水工事完了。
- 1997年（平成9年）
  - 3月x日 - コンピュータルーム整備完了。
  - 3月25日 - 給食用門扉拡幅工事完了。
  - 6月 - プレハブ倉庫設置。
  - 8月 - 校庭整備。
  - 11月1日 - 開校90周年記念式典挙行。
- 1999年（平成11年）3月15日 - 正門改修工事完了。
- 2000年（平成12年）3月 - 照明設備増設（東校舎）。
- 2001年（平成13年）3月 - 生け垣改修。
- 2002年（平成14年）3月 - コンピュータ20台設置インターネット接続。スプリンクラー改修。
- 2003年（平成15年）3月 - プール改修。
- 2006年（平成18年）
  - 6月 - 普通教室冷房化工事完了。
  - 8月 - 耐震補強工事完了。防災備蓄倉庫完成。
- 2007年（平成19年）
  - 6月 - 特別教室冷房化工事完了。
  - 12月 - 開校百周年記念式典挙行。
- 2010年（平成22年）
  - 4月1日 - 水元幼稚園が独立園となる[5]。
  - 4月x日 - 特別支援学級「こあゆ」開級。
- 2011年（平成23年）9月 - 屋上防水工事完了。
- 2012年（平成24年）
  - 8月 - こあゆ学級改修工事完了。
  - 11月 - 外壁塗装工事完了。
- 2013年（平成25年）6月 - プール改修工事完了。
- 2014年（平成26年）3月 - 第三校舎完成。
- 2015年（平成27年）4月1日 - オリンピック教育推進校指定。
- 2016年（平成28年）
  - 4月1日 - 特別支援教室開設。
  - 8月 - 東階段トイレ改修。
- 2017年（平成29年）11月25日 - 開校110周年記念式典挙行。
- 2019年（令和元年）11月 - 「改築基本構想・基本計画」策定。
- 2021年（令和3年）
  - 8月 - 愛鳥の森・倉庫・遊具解体（同年11月まで）。
  - 9月12日 - プール解体（同年11月まで）。
  - 12月 - 仮設校舎建設（令和4年8月まで）。
- 2022年（令和4年）
  - 8月 - 仮設校舎に移転。
  - 9月 - 新校舎建設開始。
- 2023年（令和5年）
  - 6月 - 既存校舎解体工事終了。
  - 7月 - 新校舎建設工事開始。
- 2025年（令和7年）
  - 1月 - 新校舎完成。
  - 4月 - 新校舎での学校運営開始し、同時に仮設校舎解体工事開始。
  - 6月 - 仮設校舎解体工事終了。
  - 7月 - 既存体育館解体工事と校庭整備開始。
  - 10月 - 既存体育館解体工事終了。
- 2026年（令和8年）4月 - 校庭整備終了。

### この節の出典
- 学校沿革（水元小学校ホームページ内）
- 説明会配布資料（(校舎)改築基本設計案） (PDF)  - 水元小学校ホームページ内
- 水元小学校の改築について - 葛飾区（最終更新2022年9月8日）

## 葛飾区教育資料館

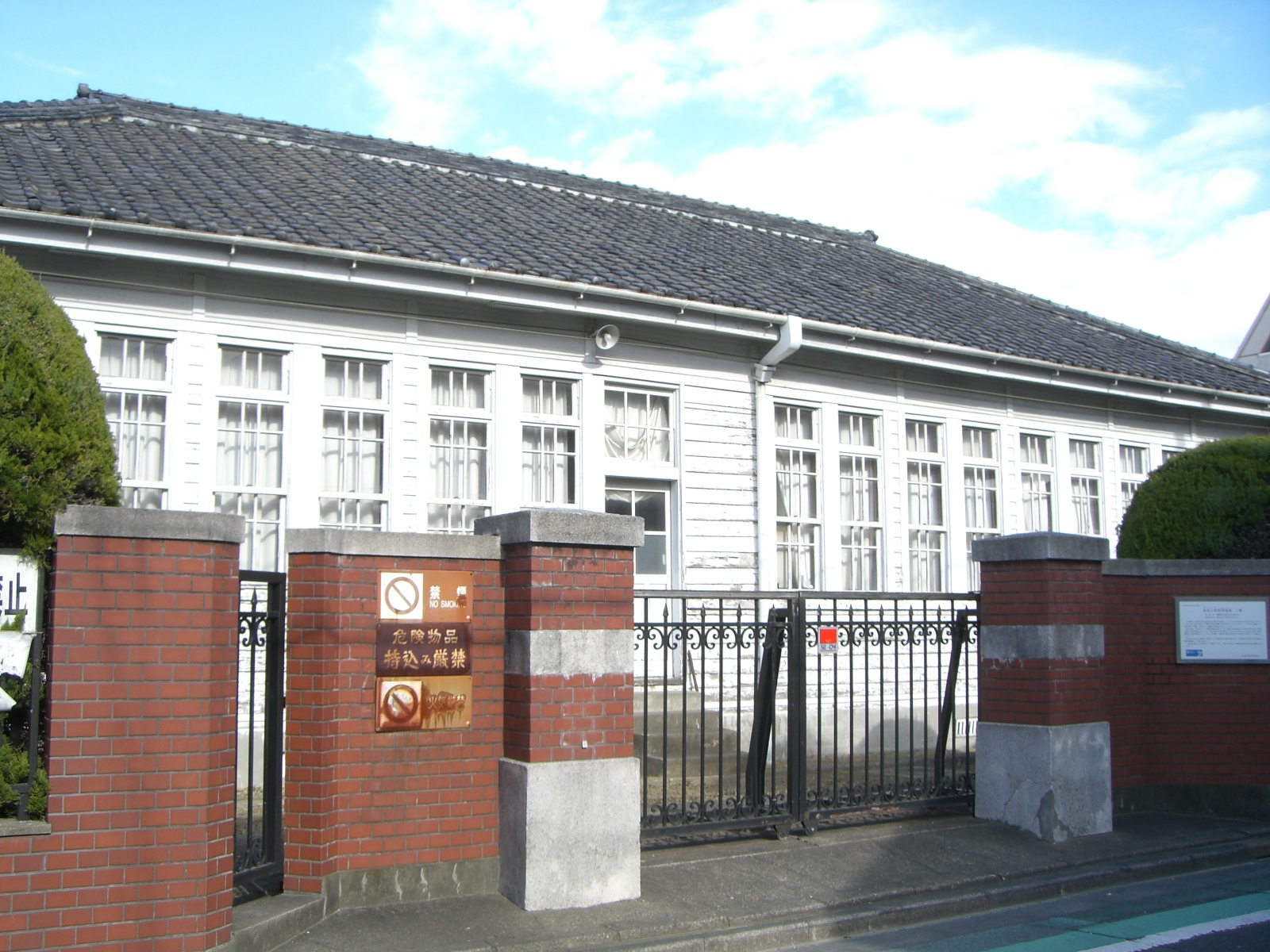
水元小学校旧校舎（2016年3月まで葛飾区教育史料館として使用）

1983年（昭和58年）9月16日に同校の敷地内に葛飾区教育資料館が開設された。資料館として使用されていた建物は、水元尋常高等小学校時代の1925年（大正14年）に建てられた木造校舎で、1982年（昭和57年）まで使用された後、移築復元したもので、2016年（平成28年）3月に耐震性などの問題により公開を終了した。校舎は区の文化財に指定されている。校舎の外観は一部が道路脇から見ることができる。
資料館に展示・収蔵されていた教科書などの教育資料は2016年（平成28年）8月から葛飾区郷土と天文の博物館に移され展示されている。

## 所在地
東京都葛飾区水元4丁目21-1

## アクセス
- JR常磐線金町駅南口・京成金町線京成金町駅前から、 京成バス「金61」系統で、「戸ヶ崎操車場」行、または「八潮駅南口」行で、「水元小学校」バス停下車（乗車時間10分）、バス停より徒歩1分[11][12]。
- なお、校舎建て替えによる正門が使用不可により、仮設校舎へは南門からしか入れないため、「水元小学校」バス停からの徒歩所要時間は、更に延びる[11]。